# 에릭 크립키
에릭 크립키(영어: Eric Kripke, 1974년 4월 24일 ~ )는 미국의 각본가, 프로듀서로, 드라마 《슈퍼내추럴》과 《레볼루션》으로 유명하다.

## 출연 작품
- 벽 속에 숨은 마법시계 (2018)
- 수퍼내추럴 시즌7 (2011)
- 컨트롤러 (2011)
- 수퍼내추럴 시즌1 (2005)